# Súper Rugby 2014
El Super Rugby de 2014 fue la decimonovena edición de la competencia internacional que se disputa en el hemisferio sur, y la cuarta temporada con el nuevo formato de 15 equipos. Comenzó el 15 de febrero con el partido entre los sudafricanos Free State Cheetahs y los recientes ascendidos Lions. Finalizó el 2 de agosto con la final entre los australianos Waratahs y los neozelandeses Crusaders, siete veces campeones.
Waratahs venció con un penal convertido sobre la hora, 33 a 32 a Crusaders y se consagró campeón por primera vez en su historia.
Por razones de patrocinio, esta competencia se conoce como FxPro Super Rugby en Australia, Investec Super Rugby en Nueva Zelanda y Vodacom Super Rugby en Sudáfrica.[cita requerida]

## Equipos participantes
| Equipo                   | Ciudad          | Estadio                       | Entrenador       |
| ------------------------ | --------------- | ----------------------------- | ---------------- |
| Conferencia australiana  |                 |                               |                  |
| Brumbies                 | Canberra        | Canberra Stadium              | Stephen Larkham  |
| Melbourne Rebels         | Melbourne       | Melbourne Rectangular Stadium | Tony McGahan     |
| New South Wales Waratahs | Sídney          | Sídney Football Stadium       | Michael Cheika   |
| Queensland Reds          | Brisbane        | Suncorp Stadium               | Richard Graham   |
| Western Force            | Perth           | Perth Oval                    | Michael Foley    |
| Conferencia neozelandesa |                 |                               |                  |
| Auckland Blues           | Auckland        | Eden Park                     | Sir John Kirwan  |
| Canterbury Crusaders     | Christchurch    | Rugby League Park             | Todd Blackadder  |
| Otago Highlanders        | Dunedin         | Forsyth Barr Stadium          | Jamie Joseph     |
| Waikato Chiefs           | Hamilton        | Waikato Stadium               | Dave Rennie      |
| Wellington Hurricanes    | Wellington      | Westpac Stadium               | Mark Hammett     |
| Conferencia sudafricana  |                 |                               |                  |
| Blue Bulls               | Pretoria        | Loftus Versfeld Stadion       | Frans Ludeke     |
| Free State Cheetahs      | Bloemfontein    | Free State Stadium            | Naka Drotske     |
| Sharks                   | Durban          | Kings Park Stadium            | Jake White       |
| Lions                    | Johannesburgo   | Ellis Park Stadium            | Johan Ackermann  |
| Stormers                 | Ciudad del Cabo | Newlands Stadium              | Allister Coetzee |

## Forma de disputa
Fase regular
Los quince participantes se dividen en tres conferencias, una por cada país, y cada una con cinco equipos.
Cada equipo disputa dieciséis partidos, ocho contra los demás equipos del grupo, una vez como local y otra como visitante. También disputa partidos contra los rivales de las dos restantes conferencias, estos últimos llamados inter conferencias.
Dependiendo del resultado en el partido se otorga una puntuación, siendo cuatro puntos por partido ganado, dos por partido empatado y ningún punto en caso de derrota. También se otorgan puntos bonus:
- bonus ofensivo que consta de un punto por ganar un partido con cuatro o más tries
- bonus defensivo que se otorga cuando un equipo pierde su partido con una diferencia no mayor a siete puntos.

Una vez disputados los dieciocho encuentros, se ordenan a los equipos en tablas de posiciones, clasificando a la próxima fase un equipo por conferencia; el mejor de la misma, y los restante tres mejores que se obtienen de la tabla general.
Segunda fase
De los seis participantes, los dos mejores avanzan a las semifinales, mientras que los cuatro restantes juegan la reclasificación. El tercer mejor ubicado contra el sexto y el cuarto contra el quinto. Las localías pertenecen al equipo mejor ubicado.
Los equipos que ganan sus partidos avanzan a las semifinales, y a su vez, los que ganan estas avanzan a la final.
El equipo ganador de la final se proclama campeón.

## Fase regular

### Conferencia australiana
| Pos. | Equipo   | Encuentros | Encuentros | Encuentros | Encuentros | Tantos | Tantos | Tantos | PB | PB | Puntos |
| Pos. | Equipo   | PJ         | PG         | PE         | PP         | F      | C      | Dif    | BO | BD | Puntos |
| ---- | -------- | ---------- | ---------- | ---------- | ---------- | ------ | ------ | ------ | -- | -- | ------ |
| 1    | Waratahs | 16         | 12         | 0          | 4          | 481    | 272    | +209   | 9  | 1  | 58     |
| 2    | Brumbies | 16         | 10         | 0          | 6          | 412    | 378    | +34    | 4  | 1  | 45     |
| 3    | Force    | 16         | 9          | 0          | 7          | 343    | 393    | -50    | 3  | 1  | 40     |
| 4    | Reds     | 16         | 5          | 0          | 11         | 374    | 493    | -119   | 4  | 4  | 28     |
| 5    | Rebels   | 16         | 4          | 0          | 12         | 303    | 460    | -157   | 1  | 4  | 21     |

|  | Clasificado a las próxima ronda como mejor de conferencia. |

### Conferencia neozelandesa
| Pos. | Equipo      | Encuentros | Encuentros | Encuentros | Encuentros | Tantos | Tantos | Tantos | PB | PB | Puntos |
| Pos. | Equipo      | PJ         | PG         | PE         | PP         | F      | C      | Dif    | BO | BD | Puntos |
| ---- | ----------- | ---------- | ---------- | ---------- | ---------- | ------ | ------ | ------ | -- | -- | ------ |
| 1    | Crusaders   | 16         | 11         | 0          | 5          | 445    | 322    | +123   | 4  | 3  | 51     |
| 2    | Chiefs      | 16         | 8          | 2          | 6          | 384    | 378    | +6     | 5  | 3  | 44     |
| 3    | Highlanders | 16         | 8          | 0          | 8          | 401    | 442    | -41    | 5  | 5  | 42     |
| 3    | Hurricanes  | 16         | 8          | 0          | 8          | 439    | 374    | +65    | 6  | 3  | 41     |
| 5    | Blues       | 16         | 7          | 0          | 9          | 419    | 395    | +24    | 6  | 3  | 37     |

|  | Clasificado a las próxima ronda como mejor de conferencia. |

### Conferencia sudafricana
| Pos. | Equipo   | Encuentros | Encuentros | Encuentros | Encuentros | Tantos | Tantos | Tantos | PB | PB | Puntos |
| Pos. | Equipo   | PJ         | PG         | PE         | PP         | F      | C      | Dif    | BO | BD | Puntos |
| ---- | -------- | ---------- | ---------- | ---------- | ---------- | ------ | ------ | ------ | -- | -- | ------ |
| 1    | Sharks   | 16         | 11         | 0          | 5          | 406    | 293    | +113   | 2  | 4  | 50     |
| 2    | Bulls    | 16         | 7          | 1          | 8          | 365    | 335    | +30    | 3  | 5  | 38     |
| 3    | Stormers | 16         | 7          | 0          | 9          | 290    | 326    | -36    | 2  | 2  | 32     |
| 4    | Lions    | 16         | 7          | 0          | 9          | 367    | 413    | -46    | 2  | 1  | 31     |
| 5    | Cheetahs | 16         | 4          | 1          | 11         | 372    | 527    | -155   | 3  | 3  | 24     |

|  | Clasificado a las próxima ronda como mejor de conferencia. |

### Tabla general
| Pos. | Equipo      | Encuentros | Encuentros | Encuentros | Encuentros | Tantos | Tantos | Tantos | PB | PB | Puntos |
| Pos. | Equipo      | PJ         | PG         | PE         | PP         | F      | C      | Dif    | BO | BD | Puntos |
| ---- | ----------- | ---------- | ---------- | ---------- | ---------- | ------ | ------ | ------ | -- | -- | ------ |
| 1.º  | Waratahs    | 16         | 12         | 0          | 4          | 481    | 272    | +209   | 9  | 1  | 58     |
| 2.º  | Crusaders   | 16         | 11         | 0          | 5          | 445    | 322    | +123   | 4  | 3  | 51     |
| 3.º  | Sharks      | 16         | 11         | 0          | 5          | 406    | 293    | +113   | 2  | 4  | 50     |
| 4.º  | Brumbies    | 16         | 10         | 0          | 6          | 412    | 378    | +34    | 4  | 1  | 45     |
| 5.º  | Chiefs      | 16         | 8          | 2          | 6          | 384    | 378    | +6     | 5  | 3  | 44     |
| 6.º  | Highlanders | 16         | 8          | 0          | 8          | 401    | 442    | -41    | 5  | 5  | 42     |
| 7.º  | Hurricanes  | 16         | 8          | 0          | 8          | 439    | 374    | +65    | 6  | 3  | 41     |
| 8.º  | Force       | 16         | 9          | 0          | 7          | 343    | 393    | -50    | 3  | 1  | 40     |
| 9.º  | Bulls       | 16         | 7          | 1          | 8          | 365    | 335    | +30    | 3  | 5  | 38     |
| 10.º | Blues       | 16         | 7          | 0          | 9          | 419    | 395    | +24    | 6  | 3  | 37     |
| 11.º | Stormers    | 16         | 7          | 0          | 9          | 290    | 326    | -36    | 2  | 2  | 32     |
| 12.º | Lions       | 16         | 7          | 0          | 9          | 367    | 413    | -46    | 2  | 1  | 31     |
| 13.º | Reds        | 16         | 5          | 0          | 11         | 374    | 493    | -119   | 4  | 4  | 28     |
| 14.º | Cheetahs    | 16         | 4          | 1          | 11         | 372    | 527    | -155   | 3  | 3  | 24     |
| 15.º | Rebels      | 16         | 4          | 0          | 12         | 303    | 460    | -157   | 1  | 4  | 21     |

|  | Clasificado a las semifinales.    |
|  | Clasificado a la reclasificación. |

### Resultados
| Cheetahs | 20 - 21 | Lions | Free State Stadium | 15 de febrero | 15:05 |
| Sharks   | 31 - 16 | Bulls | Kings Park         | 15 de febrero | 17:10 |

| Crusaders   | 10 - 18 | Chiefs     | AMI Stadium          | 21 de febrero | 21:35 |
| Cheetahs    | 15 - 9  | Bulls      | Free State Stadium   | 21 de febrero | 22:10 |
| Highlanders | 29 - 21 | Blues      | Forsyth Barr         | 22 de febrero | 21:35 |
| Brumbies    | 17 - 27 | Reds       | Gio Stadium Canberra | 22 de febrero | 20:40 |
| Sharks      | 27 - 9  | Hurricanes | Kings Park           | 22 de febrero | 20:05 |
| Lions       | 34 - 10 | Stormers   | Ellis Park           | 22 de febrero | 22:10 |
| Waratahs    | 43 - 21 | Force      | Allianz Stadium      | 23 de febrero | 20:05 |

| Blues    | 35 - 24 | Crusaders   | Eden Park             | 28 de febrero | 19:35 |
| Rebels   | 35 - 14 | Cheetahs    | Melbourne Rectangular | 28 de febrero | 19:40 |
| Stormers | 19 - 18 | Hurricanes  | DHL Newlands          | 28 de febrero | 19:10 |
| Chiefs   | 21 - 19 | Highlanders | Waikato Stadium       | 1 de marzo    | 19:35 |
| Waratahs | 32 - 5  | Reds        | ANZ Stadium           | 1 de marzo    | 19:40 |
| Force    | 14 - 27 | Brumbies    | Perth Oval            | 1 de marzo    | 19:00 |
| Bulls    | 25 - 17 | Lions       | Loftus Versfeld       | 1 de marzo    | 17:05 |

| Hurricanes | 21 - 29 | Brumbies | Westpac Stadium | 7 de marzo | 19:35 |
| Reds       | 43 - 33 | Cheetahs | Suncorp Stadium | 7 de marzo | 18:40 |
| Crusaders  | 14 - 13 | Stormers | AMI Stadium     | 8 de marzo | 19:35 |
| Force      | 32 - 7  | Rebels   | Perth Oval      | 8 de marzo | 16:40 |
| Bulls      | 38 - 22 | Blues    | Loftus Versfeld | 8 de marzo | 17:05 |
| Sharks     | 37 - 23 | Lions    | Kings Park      | 8 de marzo | 19:10 |

| Chiefs      | 36 - 20 | Stormers  | Waikato Stadium       | 14 de marzo | 19:35 |
| Rebels      | 19 - 25 | Crusaders | Melbourne Rectangular | 14 de marzo | 19:40 |
| Hurricanes  | 60 - 27 | Cheetahs  | Westpac Stadium       | 15 de marzo | 16:35 |
| Highlanders | 29 - 31 | Force     | Forsyth Barr          | 15 de marzo | 19:35 |
| Brumbies    | 28 - 23 | Waratahs  | Canberra Stadium      | 15 de marzo | 19:40 |
| Lions       | 39 - 36 | Blues     | Ellis Park            | 15 de marzo | 15:00 |
| Sharks      | 35 - 20 | Reds      | Kings Park            | 15 de marzo | 17:05 |

| Highlanders | 35 - 31 | Hurricanes | Forsyth Barr     | 21 de marzo | 19:35 |
| Waratahs    | 32 - 8  | Rebels     | Allianz Stadium  | 21 de marzo | 19:40 |
| Blues       | 40 - 30 | Cheetahs   | Eden Park        | 22 de marzo | 19:35 |
| Brumbies    | 25 - 15 | Stormers   | Canberra Stadium | 22 de marzo | 19:40 |
| Force       | 18 - 15 | Chiefs     | Perth Oval       | 22 de marzo | 19:00 |
| Lions       | 23 - 20 | Reds       | Ellis Park       | 22 de marzo | 17:05 |
| Bulls       | 23 - 19 | Sharks     | Loftus Versfeld  | 22 de marzo | 19:10 |

| Crusaders | 26 - 29 | Hurricanes  | AMI Stadium           | 28 de marzo | 19:35 |
| Rebels    | 32 - 24 | Brumbies    | Melbourne Rectangular | 28 de marzo | 19:40 |
| Blues     | 30 - 12 | Highlanders | Eden Park             | 29 de marzo | 19:35 |
| Reds      | 22 - 17 | Stormers    | Suncorp Stadiunm      | 29 de marzo | 18:40 |
| Bulls     | 34 - 34 | Chiefs      | Loftus Versfeld       | 29 de marzo | 15:00 |
| Sharks    | 32 - 10 | Waratahs    | Kings Park            | 29 de marzo | 17:05 |

| Highlanders | 33 - 30 | Rebels    | Forsyth Barr       | 4 de abril | 19:35 |
| Brumbies    | 26 - 9  | Blues     | Canberra Stadium   | 4 de abril | 19:40 |
| Hurricanes  | 25 - 20 | Bulls     | McLean Park        | 5 de abril | 19:35 |
| Reds        | 29 - 32 | Force     | Suncorp Stadium    | 5 de abril | 18:40 |
| Cheetahs    | 43 - 43 | Chiefs    | Free State Stadium | 5 de abril | 15:00 |
| Lions       | 7 - 28  | Crusaders | Ellis Park         | 5 de abril | 17:05 |
| Stormers    | 11 - 22 | Waratahs  | Newlands Stadium   | 5 de abril | 19:10 |

| Highlanders | 27 - 20 | Bulls     | Forsyth Barr       | 11 de abril | 19:35 |
| Reds        | 20 - 23 | Brumbies  | Suncorp Stadium    | 11 de abril | 19:40 |
| Chiefs      | 22 - 16 | Rebels    | Waikato Stadium    | 12 de abril | 19:35 |
| Force       | 28 - 16 | Waratahs  | Perth Oval         | 12 de abril | 17:40 |
| Cheetahs    | 31 - 52 | Crusaders | Free State Stadium | 12 de abril | 17:05 |
| Lions       | 12 - 25 | Sharks    | Ellis Park         | 12 de abril | 19:10 |

| Hurricanes | 39 - 20 | Blues     | Westpac Stadium       | 18 de abril | 19:35 |
| Rebels     | 22 - 16 | Force     | Melbourne Rectangular | 18 de abril | 19:40 |
| Chiefs     | 17 - 18 | Crusaders | Waikato Stadium       | 19 de abril | 19:35 |
| Waratahs   | 19 - 12 | Bulls     | ANZ Stadium           | 19 de abril | 19:40 |
| Sharks     | 19 - 8  | Cheetahs  | Kings Park            | 19 de abril | 15:00 |
| Stormers   | 18 - 3  | Lions     | Newlands Stadium      | 19 de abril | 17:05 |

| Blues      | 21 - 13 | Waratahs    | Eden Park          | 25 de abril | 17:35 |
| Brumbies   | 41 - 23 | Chiefs      | Canberra Stadium   | 25 de abril | 17:40 |
| Sharks     | 18 - 34 | Highlanders | Kings Park         | 25 de abril | 19:10 |
| Hurricanes | 25 - 21 | Reds        | Westpac Stadium    | 26 de abril | 19:35 |
| Force      | 15 - 9  | Bulls       | Perth Oval         | 26 de abril | 17:40 |
| Bulls      | 35 - 22 | Stormers    | Free State Stadium | 26 de abril | 17:05 |

| Blues     | 44 - 14 | Reds        | Eden Park             | 2 de mayo | 19:35 |
| Rebels    | 16 - 22 | Sharks      | Melbourne Rectangular | 2 de mayo | 19:40 |
| Crusaders | 40 - 20 | Brumbies    | AMI Stadium           | 3 de mayo | 16:35 |
| Chiefs    | 38 - 8  | Lions       | Waikato Stadium       | 3 de mayo | 19:35 |
| Waratahs  | 39 - 30 | Hurricanes  | ANZ Stadium           | 3 de mayo | 19:40 |
| Stormers  | 29 - 28 | Highlanders | Newlands Stadium      | 3 de mayo | 15:00 |
| Bulls     | 26 - 21 | Cheetahs    | Loftus Versfeld       | 3 de mayo | 17:05 |

| Chiefs      | 32 - 30 | Blues      | Yarrow Stadium        | 9 de mayo  | 19:35 |
| Rebels      | 15 - 25 | Hurricanes | Melbourne Rectangular | 9 de mayo  | 19:40 |
| Highlanders | 23 - 22 | Lions      | Forsyth Barr          | 10 de mayo | 19:35 |
| Brumbies    | 16 - 9  | Sharks     | Canberra Stadium      | 10 de mayo | 19:40 |
| Cheetahs    | 16 - 23 | Force      | Free State Stadium    | 10 de mayo | 17:05 |
| Bulls       | 28 - 12 | Stormers   | Loftus Versfeld       | 10 de mayo | 19:10 |
| Reds        | 29 - 57 | Crusaders  | Suncorp Stadium       | 11 de mayo | 16:05 |

| Hurricanes | 16 - 18 | Highlanders | Westpac Stadium    | 16 de mayo | 19:35 |
| Crusaders  | 25 - 30 | Sharks      | AMI Stadium        | 17 de mayo | 19:35 |
| Reds       | 27 - 30 | Rebels      | Suncorp Stadium    | 17 de mayo | 19:40 |
| Stormers   | 24 - 8  | Force       | Newlands Stadium   | 17 de mayo | 17:05 |
| Cheetahs   | 27 - 21 | Brumbies    | Free State Stadium | 17 de mayo | 19:10 |
| Waratahs   | 41 - 13 | Lions       | ANZ Stadium        | 18 de mayo | 16:05 |

| Blues       | 23 - 29 | Sharks    | Estadio North Harbour | 23 de mayo | 19:35 |
| Rebels      | 19 - 41 | Waratahs  | Melbourne Rectangular | 23 de mayo | 19:40 |
| Bulls       | 44 - 23 | Brumbies  | Loftus Versfeld       | 23 de mayo | 19:10 |
| Highlanders | 30 - 32 | Crusaders | Forsyth Barr          | 24 de mayo | 17:35 |
| Hurricanes  | 45 - 8  | Chiefs    | Westpac Stadium       | 24 de mayo | 19:35 |
| Force       | 29 - 19 | Lions     | Perth Oval            | 24 de mayo | 17:40 |
| Stormers    | 33 - 0  | Cheetahs  | Newlands Stadium      | 24 de mayo | 17:05 |

| Crusaders | 30 - 7  | Force       | AMI Stadium      | 30 de mayo | 19:35 |
| Reds      | 38 - 31 | Highlanders | Suncorp Stadium  | 30 de mayo | 19:40 |
| Chiefs    | 17 - 33 | Waratahs    | Yarrow Stadium   | 31 de mayo | 16:35 |
| Blues     | 37 - 24 | Hurricanes  | Eden Park        | 31 de mayo | 19:35 |
| Brumbies  | 37 - 10 | Rebels      | Canberra Stadium | 31 de mayo | 19:40 |
| Lions     | 32 - 21 | Bulls       | Ellis Park       | 31 de mayo | 17:05 |
| Sharks    | 19 - 21 | Stormers    | Kings Park       | 31 de mayo | 19:10 |

| Highlanders | 29 - 25 | Chiefs     | Forsyth Barr          | 27 de junio | 19:35 |
| Rebels      | 20 - 36 | Reds       | Melbourne Rectangular | 27 de junio | 19:40 |
| Hurricanes  | 16 - 9  | Crusarders | Westpac Stadium       | 28 de junio | 19:35 |
| Waratahs    | 39 - 8  | Brumbies   | ANZ Stadium           | 28 de junio | 19:40 |
| Force       | 14 - 40 | Blues      | Perth Oval            | 28 de junio | 19:45 |

| Chiefs    | 24 - 16 | Hurricanes  | Waikato Stadium    | 4 de julio | 19:35 |
| Lions     | 34 - 17 | Rebels      | Ellis Park         | 4 de julio | 19:10 |
| Crusaders | 21 - 13 | Blues       | AMI Stadium        | 5 de julio | 19:35 |
| Force     | 30 - 20 | Reds        | Perth Oval         | 5 de julio | 17:40 |
| Stormers  | 16 - 0  | Bulls       | DHL Newlands       | 5 de julio | 17:05 |
| Cheetahs  | 27 - 20 | Sharks      | Free State Stadium | 5 de julio | 19:10 |
| Waratahs  | 44 - 16 | Highlanders | Allianz Stadium    | 6 de julio | 16:05 |

| Blues     | 8 - 11  | Chiefs      | Eden Park        | 11 de julio | 19:35 |
| Brumbies  | 47 - 25 | Force       | Canberra Stadium | 11 de julio | 19:40 |
| Bulls     | 40 - 7  | Rebels      | Loftus Versfeld  | 11 de julio | 19:10 |
| Crusaders | 34 - 8  | Highlanders | AMI Stadium      | 12 de julio | 19:35 |
| Reds      | 3 - 34  | Waratahs    | Suncorp Stadium  | 12 de julio | 19:40 |
| Lions     | 60 - 25 | Cheetahs    | Ellis Park       | 12 de julio | 17:05 |
| Stormers  | 10 - 34 | Sharks      | DHL Newlands     | 12 de julio | 19:10 |

## Segunda fase
|  | Reclasificación | Reclasificación |           |    | Semifinales | Semifinales |  |          | Final | Final |  |
|  |                 |                 |           |    |             |             |  |          |       |       |  |
|  |                 |                 |           |    |             |             |  |          |       |       |  |
|  |                 |                 |           |    |             |             |  |          |       |       |  |
|  |                 |                 |           |    |             |             |  |          |       |       |  |
|  |                 |                 |           |    |             |             |  |          |       |       |  |
|  |                 | Waratahs        | 26        |    |             |             |  |          |       |       |  |
|  |                 |                 | 26        |    |             |             |  |          |       |       |  |
|  |                 |                 | Brumbies  | 8  |             |             |  |          |       |       |  |
|  | Brumbies        | 32              | Brumbies  | 8  |             |             |  |          |       |       |  |
|  | Brumbies        | 32              |           |    |             |             |  |          |       |       |  |
|  | Chiefs          | 30              |           |    |             |             |  |          |       |       |  |
|  | Chiefs          | 30              |           |    |             |             |  | Waratahs | 33    |       |  |
|  |                 |                 |           |    |             |             |  | Waratahs | 33    |       |  |
|  |                 |                 | Crusaders | 32 |             |             |  |          |       |       |  |
|  |                 |                 | Crusaders | 32 |             |             |  |          |       |       |  |
|  |                 |                 |           |    |             |             |  |          |       |       |  |
|  |                 |                 |           |    |             |             |  |          |       |       |  |
|  |                 | Crusaders       | 38        |    |             |             |  |          |       |       |  |
|  |                 |                 | 38        |    |             |             |  |          |       |       |  |
|  |                 |                 | Sharks    | 6  |             |             |  |          |       |       |  |
|  | Sharks          | 31              | Sharks    | 6  |             |             |  |          |       |       |  |
|  | Sharks          | 31              |           |    |             |             |  |          |       |       |  |
|  | Highlanders     | 27              |           |    |             |             |  |          |       |       |  |
|  | Highlanders     | 27              |           |    |             |             |  |          |       |       |  |
|  |                 |                 |           |    |             |             |  |          |       |       |  |

### Reclasificación
Brumbies - Chiefs
| 19 de julio, 19:40 (UTC +5:00) | Brumbies | 32 - 30 | Chiefs | Canberra Stadium, Canberra, Australia |                           |
|                                | Tries Nicholas White 5' Robbie Coleman 9' Jesse Mogg 20' Jarrad Butler 60' Conversiones C. Lealiifano 6', 9', 61' Penales Christian Lealiifano 28', 44' Amarillas Tim Nanai-Williams 4' | Reporte | Tries 34' Bundee Aki 49' Tawera Kerr-Barlow 54' Tim Nanai-Williams 76' Gareth Anscombe Conversiones 35', 50' Aaron Cruden Penales 2', 41' Aaron Cruden | Árbitro(s): Craig Joubert             | Árbitro(s): Craig Joubert |

Sharks - Highlanders
| 19 de julio, 17:05 (UTC +2:00) | Sharks | 31 - 27 | Highlanders | Kings Park Stadium, Durban, Sudáfrica |                         |
|                                | Tries Marcell Coetzee 12' Bismarck Du Plessis 52' Tonderai Chavhanga 55' Conversiones Francois Steyn 14', 52' Penales Francois Steyn 2', 29', 73', 79' | Reporte | Tries 31' Malakai Fekitoa 40'+ Kane Hames 62' Phil Burleigh Conversiones 32', 40'+, 63' Lima Sopoaga Penales 25', 47' Lima Sopoaga | Árbitro(s): Steve Walsh               | Árbitro(s): Steve Walsh |

### Semifinales
Crusaders - Sharks
| 26 de julio, 19:35 (UTC +5:00) | Crusaders | 38 - 6  | Sharks                                | Rugby League Park, Christchurch, Nueva Zelanda |                          |
|                                | Tries Kieran Read 17' Nemani Nadolo 49' Willi Heinz 65' Johny McNicholl 70' Matt Todd 78' Conversiones Dan Carter 18', 66', (2/5) Penales Dan Carter 3', 28', 31' (3/4) | Reporte | Penales 22', 35' (2/4) Patrick Lambie | Árbitro(s): Glen Jackson                       | Árbitro(s): Glen Jackson |

Waratahs - Brumbies
| 26 de julio, 19:40 (UTC +5:00) | Waratahs | 26 - 8  | Brumbies                                                                                             | Sídney Football Stadium, Sídney, Australia |                         |
|                                | Tries Alofa Alofa 3' Kurtley Beale 47' Bernard Foley 76' Conversiones Bernard Foley 77' (1/3) Penales Bernard Foley 22', 40', 73' (3/3) Amarillas Taqele Naiyavoro 80' | Reporte | Tries 31' Henry Speight Conversiones (0/1) Christian Lealifano Penales 39' (1/2) Christian Lealifano | Árbitro(s): Jaco Peyper                    | Árbitro(s): Jaco Peyper |

### Final
Waratahs - Crusaders
| 2 de agosto, 19:40 (UTC +5:00) | Waratahs | 33 - 32 | Crusaders | ANZ Stadium, Sídney, Australia |                           |
|                                | Tries Adam Ashley-Cooper 4', 62' Conversiones Bernard Foley (1/2) 63' Penales Bernard Foley (7/8) 2', 10', 14', 21', 37', 53', 79' | Reporte | Tries 17' Matt Todd 42' Nemani Nadolo Conversiones 19' Daniel Carter (1/1) 42' Colin Slade (1/1) Penales 26', 35', 48', 56', 67', 75' Colin Slade (6/6) | Árbitro(s): Craig Joubert      | Árbitro(s): Craig Joubert |

| Bandera de Australia |
| Campeón Waratahs     |
| Primer título        |